# Герб на Австрия
Гербът на Австрия е приет след края на Първата световна война като символ на Република Австрия. Двуглавият орел в традиционния герб на страната е премахнат като символ на Австро-Унгарската империя и е заменен с едноглав орел.
На гърдите на орела е изобразен старият герб на Херцогство Австрия, който има същия дизайн като този на знамето на Австрия. Орелът държи в ноктите си златни сърп и чук, които не са символ на комунизма, а на единството на трите класи – работници, селяни и буржоазия. Орелът е увенчан със златна корона.
Счупената верига на краката на орела символизира самостоятелността на Австрия след периода на обединение с Германската империя (1938 – 1945 г.) и е добавена след края на Втората световна война.
- Герб на Ерцхерцогство Австрия
(1512)
- Герб на Свещената римска империя
- Герб на Австро-Унгарската империя
- Герб на Цислейтания (австрийската част от Австро-Унгария)
- Емблема на Република Германска Австрия
(1918)
- Герб на Първата австрийска република
(1919 – 1934)
- Герб на Австрия
(1934 – 1938)
- Емблема на Третия райх
(1933 – 1945)
- Герб на Република Австрия (1945 – )